# ジョージ・バンクロフト (歴史家)

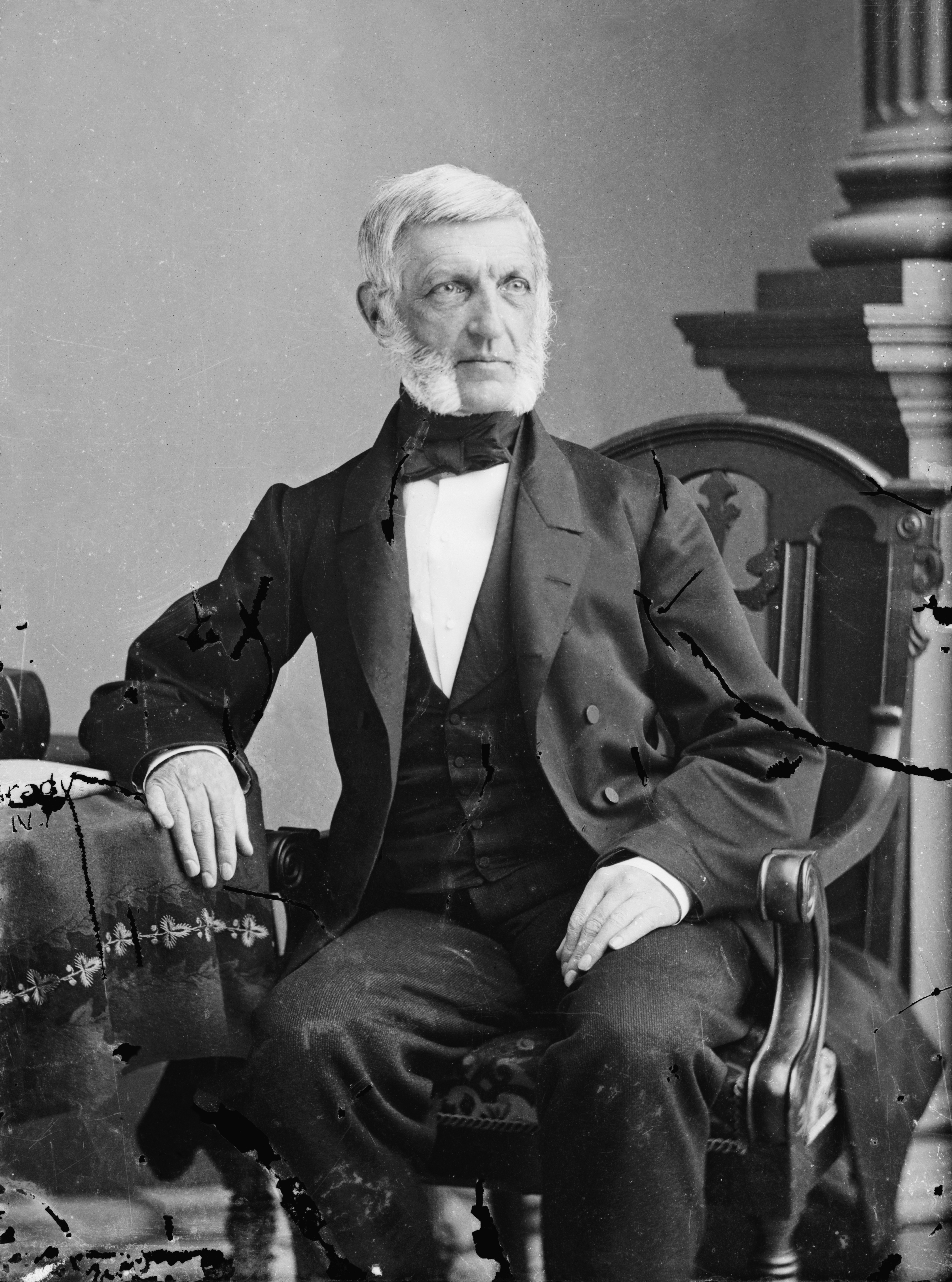
ジョージ・バンクロフト

ジョージ・バンクロフト（George Bancroft、1800年10月3日 - 1891年1月17日）は、アメリカ合衆国の歴史家、政治家である。マサチューセッツ州ウースター出身であり、州および合衆国全体の中等教育振興に貢献した。1845年から1846年まで第17代アメリカ合衆国海軍長官を務め、アナポリスに海軍兵学校を設立した功績で知られる。代表的著書に『合衆国の歴史』シリーズがある。

## 生い立ちと教育
バンクロフトの祖先は、1632年にマサチューセッツ湾植民地へ渡来した家系である。父親のアーロン・バンクロフトはアメリカ独立戦争で兵士として活躍し、後にユニテリアン派の著名な聖職者、作家となった。ジョージ・バンクロフトは1800年10月3日、マサチューセッツ州ウースターでアーロン・バンクロフトとルクレティア・チャンドラー夫妻の8番目の子として誕生した。
彼はニューハンプシャー州のフィリップス・エクセター・アカデミーで学び、13歳でハーバード大学に入学した。1817年にハーバード大学を卒業後、ドイツへ留学し、ハイデルベルク、ゲッティンゲン、ベルリンで学んだ。ゲッティンゲン大学では、ドイツの歴史家アーノルド・ヘルマン・ルートヴィヒ・ヘーレンと共に古代ギリシャの哲学者プラトンについて研究し、新約聖書ギリシャ語を神学者ヨハン・ゴットフリート・アイヒホルンから、自然科学を人類学者ヨハン・フリードリヒ・ブルーメンバッハから学んだ。バンクロフトは1820年にゲッティンゲン大学で博士号を取得し、1822年までに広範な分野の知識を習得した。彼のドイツ研究と教育手法への傾倒は、帰国後アメリカの学術界で反発を招くこともあったが、彼はドイツの学術と教育手法をアメリカに導入する上で重要な役割を果たした。

## ヨーロッパでの交流
バンクロフトは数年にわたるヨーロッパでの遊学中に、文学、化学、芸術など各分野の第一人者から注目を集めた。彼が交流を持った著名人には、ドイツの文豪ヨハン・ヴォルフガング・フォン・ゲーテ、言語学者ヴィルヘルム・フォン・フンボルト、博物学者アレクサンダー・フォン・フンボルト、神学者フリードリッヒ・シュライエルマッハー、哲学者ゲオルク・ヴィルヘルム・フリードリヒ・ヘーゲル、イギリスの詩人ジョージ・ゴードン・バイロン、歴史家バルトホルト・ゲオルク・ニーブール、外交官クリスチャン・チャールズ・ジョサイアス・ブンゼン、法学者フリードリヒ・カール・フォン・サヴィニー、フランスの哲学者ヴィクトール・クーザン、スイスの思想家バンジャマン・コンスタン、イタリアの詩人アレッサンドロ・マンゾーニらがいる。

## 政治家としてのキャリア
1844年、バンクロフトは民主党からマサチューセッツ州知事候補として選出されたが、本選挙でホイッグ党のジョージ・ブリッグズに敗北した。
1845年3月、ジェームズ・ポーク政権下で第17代海軍長官に就任し、翌1846年9月までその職を務めた。また、およそ1ヶ月間、陸軍長官代行も兼任した（1845年5月）。海軍長官在任中、バンクロフトはアナポリスにアメリカ海軍兵学校を設立した。これは、海軍士官の教育水準向上を目指す彼の強い意志によるものであり、連邦議会の承認を得ずに、自身の権限で既存の陸軍施設（フォート・セヴァーン）を転用することで設立を実現した。
また、バンクロフトはテキサス併合を推進し、「自由の拡大」を標榜した。テキサスとメキシコ間の係争地問題解決のため、ザカリー・テイラー将軍を派遣し、後の米墨戦争の端緒を開いた。さらに、カリフォルニア州の合衆国併合に繋がる指揮を執るなど、領土拡大政策に深く関与した。

## 外交官としてのキャリアと晩年
1846年、バンクロフトはイギリスのロンドンに合衆国特命全権公使として派遣され、1849年までその職を務めた。帰国後はニューヨーク市に居住し、公職生活から退き、歴史書の執筆活動に専念した。
1864年4月、エイブラハム・リンカーン大統領の要請により、ゲティスバーグ演説の原稿を作成した。この原稿は、現在知られている5部の原稿のうち、第4番目のものである。1866年、バンクロフトは合衆国議会から、リンカーン大統領に対する特別功労を伝えるための伝達者に選出された。
1867年には駐ベルリン公使に指名され、1874年まで同職を務めた。彼はプロイセン王国および後のドイツ帝国における合衆国の外交関係強化に貢献した。その後、余生をワシントンD.C.とニューポートで過ごし、1891年1月17日にワシントンD.C.で死去した。享年90であった。

## 主要著作
バンクロフトの代表作は、アメリカ合衆国の歴史に関する記念碑的な作品である『合衆国の歴史』（History of the United States, from the Discovery of the American Continent）である。この全10巻にわたる大著は、1834年から1874年にかけて断続的に出版された。この作品は、アメリカの自由と国家のアイデンティティを強調する視点で書かれており、その雄弁さと洞察力は多くの称賛を集めた。1876年には6巻に改訂され、1883年から1885年にかけて最終的な改訂版が刊行された。彼の歴史観は「アメリカ史の父」と称されるほど影響力があったが、同時にその楽観主義や愛国主義的な記述が批判の対象となることもあった。

## 功績と栄誉
バンクロフトの死後、その功績が称えられ、アメリカ海軍において複数の艦船にその名が付けられた。例えば、原子力潜水艦USSジョージ・バンクロフト（SSBN-643）などが挙げられる。また、アナポリスの海軍兵学校には、彼にちなんで名付けられたバンクロフト・ホールがある。